# Sandi Toksvig
Sandra Birgitte „Sandi” Toksvig OBE (ur. 3 maja 1958 w Kopenhadze) – brytyjska aktorka, prezenterka i komik pochodzenia duńskiego.
Jej ojciec Claus Toksvig był duńskim dziennikarzem, pracującym dla Danmarks Radio i BBC, a matka Julie Anne Brett była Brytyjką. Ma starszego brata, Nicka oraz młodszą siostrę – Jenni. Wychowywała się w Stanach Zjednoczonych, jednak studiowała w Anglii, na University of Cambridge. Występowała tam w teatrze Footlights, w tym samym czasie co Stephen Fry, Hugh Laurie i Emma Thompson. 
W telewizji po raz pierwszy pojawiła się w 1982 roku, występując głównie w porannych programach dla dzieci, m.in. The Saturday Starship i  Motormouth. Następnie pojawiała się regularnie w programach rozrywkowych, m.in. Whose Line Is It Anyway?, Mock the Week oraz QI. 
W 1994 roku publicznie przyznała, że jest lesbijką. Do 1997 roku była w związku z Petą Stewart, z którą ma trójkę dzieci (urodzonych przez Stewart). Obecnie Toksvig mieszka w Wandsworth wraz z psychoterapeutką Debbie Toksvig, z którą zawarła związek partnerski w 2007 roku. W 2014 roku wzięły ślub.
W 2012 roku została kanclerzem University of Portsmouth. Rok później otrzymała brytyjskie obywatelstwo. W 2014 roku została odznaczona Orderem Imperium Brytyjskiego.
W 2015 roku została jedną z współzałożycielek Women's Equality Party, partii politycznej, mającej na celu walkę o równość płci. W październiku tego samego roku ogłoszono, iż Toksvig zastąpi Stephena Frya na pozycji prowadzącego teleturnieju QI.